# 石原邦夫
石原 邦夫（いしはら くにお、1943年（昭和18年）10月17日 - ）は、日本の実業家。東京海上日動火災保険相談役、経団連副会長、日米経済協議会会長、東京急行電鉄監査役、日本郵政社外取締役、国土審議会会長代理、日本情報システム・ユーザー協会会長。東京海上ホールディングス及び東京海上日動火災保険の初代社長・会長や日本損害保険協会会長、経済同友会副代表幹事、三菱東京UFJ銀行取締役、NHK経営委員会委員長などを歴任。

## 来歴・人物
旧満洲鉱山勤務の父と母の一人っ子として新京市に生まれる。生後間もなく東京都に転居し、麹町小学校、麹町中学校、都立日比谷高校を経て、東京大学法学部法律学科（行政法ゼミ）を卒業。大学卒業後、東京海上火災保険（現・東京海上日動火災保険）に入社。2001年（平成13年）には同社社長に就任した。
東京海上火災保険は日動火災海上保険と経営統合し、2002年（平成14年）にその持ち株会社であるミレアホールディングス（現・東京海上ホールディングス）社長に就任し、2004年（平成16年）からは持ち株会社傘下の東京海上日動火災保険社長を兼務。在任中は、経営統合に伴うシステム統合を経営トップとして率いた。2007年（平成19年）からは両社会長を兼務し、後に相談役となった。この間、業界再編の推進役として日本損害保険協会会長を務める一方で、NHK経営委員会委員長として当時一連の不祥事により批判が相次いでいたNHKの経営立て直しを任される。また、2012年（平成24年）には経団連副会長に就任した。

## 家族・親族
父の紫朗は1904年、母のさちは1908年の生まれ。どちらも水戸の士族の出身で、遠い親戚だった。母は東京の実践女学校（現実践女子学園）に進み、2人は卒業後に結婚した。日本鉱業（現ENEOSホールディングス）に就職していた父が、旧満州（現中国東北部）の満州鉱山に転勤を命じられ、2人で現地に渡った。駐在は8年間だった。

## 略歴
- 1943年（昭和18年）10月 満洲国新京市に生まれ、その後東京都へ転居。
- 千代田区立麹町小学校、千代田区立麹町中学校、東京都立日比谷高等学校卒業
- 1966年（昭和41年）3月 東京大学法学部法律学科（行政法ゼミ[3]）卒業
- 1966年（昭和41年）4月 東京海上火災保険入社
- 1999年（平成11年）6月 同社常務取締役[5]
- 2000年（平成12年）6月 同社専務取締役[5]
- 2001年（平成13年）6月 同社代表取締役社長
- 2002年（平成14年）4月 ミレアホールディングス代表取締役社長
- 2004年（平成16年）10月 東京海上日動火災保険代表取締役社長
- 2004年（平成16年）12月 NHK経営委員会委員長
- 2006年（平成18年）9月 日本損害保険協会会長
- 2007年（平成19年）6月 ミレアホールディングス取締役会長[5]、東京海上日動火災保険取締役会長
- 2008年（平成20年）7月 東京海上ホールディングス取締役会長[5]
- 2012年（平成24年）6月 経団連副会長
- 2013年（平成25年）6月 東京海上日動火災保険相談役
- 2013年（平成25年）11月 日米経済協議会会長
- 2015年（平成27年）6月 日本郵政社外取締役[6]
- 2018年（平成30年）4月 旭日大綬章受章[7]